# World Team Trophy 2015
Die World Team Trophy 2015 fand vom 16. bis 19. April 2015 in der Nationalen Sporthalle Yoyogi in der japanischen Hauptstadt Tokio statt.

## Teilnehmer
| Nation              | Herren                        | Damen                                     | Paare                             | Eistänzer                               |
| ------------------- | ----------------------------- | ----------------------------------------- | --------------------------------- | --------------------------------------- |
| Kanada              | Nam Nguyen Jeremy Ten         | Alaine Chartrand Gabrielle Daleman        | Meagan Duhamel / Eric Radford     | Kaitlyn Weaver / Andrew Poje            |
| Volksrepublik China | Yan Han Song Nan              | Li Zijun Zhao Ziquan                      | Sui Wenjing / Han Cong            | Wang Shiyue / Liu Xinyu                 |
| Frankreich          | Florent Amodio Romain Ponsart | Laurine Lecavelier Maé-Bérénice Méité     | Vanessa James / Morgan Ciprès     | Gabriella Papadakis / Guillaume Cizeron |
| Japan               | Yuzuru Hanyu Takahito Mura    | Satoko Miyahara Kanako Murakami           | Ami Koga / Francis Boudreau Audet | Cathy Reed / Chris Reed                 |
| Russland            | Maxim Kowtun Sergei Woronow   | Jelena Radionowa Jelisaweta Tuktamyschewa | Juko Kawaguti / Alexander Smirnow | Jelena Iljinych / Ruslan Schiganschin   |
| Vereinigte Staaten  | Max Aaron Jason Brown         | Gracie Gold Ashley Wagner                 | Alexa Scimeca / Chris Knierim     | Madison Chock / Evan Bates              |

## Ergebnisse

### Endergebnis
| Rang | Nation              | Punkte |
| ---- | ------------------- | ------ |
| 1    | Vereinigte Staaten  | 110    |
| 2    | Russland            | 109    |
| 3    | Japan               | 103    |
| 4    | Kanada              | 82     |
| 5    | Volksrepublik China | 77     |
| 6    | Frankreich          | 59     |

### Herren
| Rang | Name           | Nation              | Punkte | KP | KP    | Kür | Kür    | Teampunkte |
| ---- | -------------- | ------------------- | ------ | -- | ----- | --- | ------ | ---------- |
| 1    | Yuzuru Hanyu   | Japan               | 288.58 | 1  | 96.27 | 1   | 192.31 | 24         |
| 2    | Jason Brown    | Vereinigte Staaten  | 263.17 | 3  | 86.48 | 2   | 176.69 | 21         |
| 3    | Yan Han        | Volksrepublik China | 250.29 | 2  | 87.13 | 4   | 163.14 | 20         |
| 4    | Takahito Mura  | Japan               | 247.44 | 4  | 82.04 | 3   | 165.40 | 19         |
| 5    | Sergei Woronow | Russland            | 241.01 | 5  | 79.09 | 5   | 161.92 | 16         |
| 6    | Nam Nguyen     | Kanada              | 236.05 | 6  | 77.42 | 7   | 158.63 | 14         |
| 7    | Maxim Kowtun   | Russland            | 233.74 | 8  | 74.83 | 6   | 158.91 | 12         |
| 8    | Max Aaron      | Vereinigte Staaten  | 227.51 | 7  | 76.08 | 8   | 151.43 | 11         |
| 9    | Jeremy Ten     | Kanada              | 194.78 | 10 | 67.45 | 9   | 127.33 | 7          |
| 10   | Florent Amodio | Frankreich          | 194.54 | 9  | 73.80 | 11  | 120.74 | 6          |
| 11   | Song Nan       | Volksrepublik China | 187.42 | 12 | 62.43 | 10  | 124.99 | 4          |
| 12   | Romain Ponsart | Frankreich          | 184.12 | 11 | 63.51 | 12  | 120.61 | 3          |

### Damen
| Rang | Name                     | Nation              | Punkte | KP | KP    | Kür | Kür    | Teampunkte |
| ---- | ------------------------ | ------------------- | ------ | -- | ----- | --- | ------ | ---------- |
| 1    | Jelisaweta Tuktamyschewa | Russland            | 205.14 | 2  | 70.93 | 1   | 134.21 | 23         |
| 2    | Jelena Radionowa         | Russland            | 198.50 | 3  | 68.77 | 2   | 129.73 | 21         |
| 3    | Gracie Gold              | Vereinigte Staaten  | 195.55 | 1  | 71.26 | 5   | 124.29 | 20         |
| 4    | Ashley Wagner            | Vereinigte Staaten  | 191.51 | 4  | 64.55 | 4   | 126.96 | 18         |
| 5    | Satoko Miyahara          | Japan               | 189.64 | 6  | 60.52 | 3   | 129.12 | 17         |
| 6    | Kanako Murakami          | Japan               | 175.71 | 5  | 62.39 | 6   | 113.32 | 15         |
| 7    | Li Zijun                 | Volksrepublik China | 162.50 | 7  | 58.83 | 7   | 103.67 | 12         |
| 8    | Gabrielle Daleman        | Kanada              | 156.46 | 8  | 57.59 | 8   | 98.87  | 10         |
| 9    | Laurine Lecavelier       | Frankreich          | 148.27 | 10 | 52.84 | 9   | 95.43  | 7          |
| 10   | Alaine Chartrand         | Kanada              | 136.54 | 9  | 54.64 | 11  | 81.90  | 6          |
| 11   | Maé-Bérénice Méité       | Frankreich          | 142.83 | 11 | 42.06 | 10  | 90.77  | 5          |
| 12   | Zhao Ziquan              | Volksrepublik China | 120.89 | 12 | 44.92 | 12  | 75.97  | 2          |

### Paare
| Rang | Name                              | Nation              | Punkte | KP | KP    | Kür | Kür    | Teampunkte |
| ---- | --------------------------------- | ------------------- | ------ | -- | ----- | --- | ------ | ---------- |
| 1    | Sui Wenjing / Han Cong            | Volksrepublik China | 210.93 | 1  | 71.20 | 2   | 139.73 | 23         |
| 2    | Meagan Duhamel / Eric Radford     | Kanada              | 209.38 | 2  | 68.68 | 1   | 140.70 | 23         |
| 3    | Juko Kawaguti / Alexander Smirnow | Russland            | 194.04 | 3  | 66.97 | 4   | 127.07 | 19         |
| 4    | Alexa Scimeca / Chris Knierim     | Vereinigte Staaten  | 192.09 | 4  | 64.22 | 3   | 127.87 | 19         |
| 5    | Vanessa James / Morgan Ciprès     | Frankreich          | 167.97 | 5  | 58.66 | 5   | 109.31 | 16         |
| 6    | Ami Koga / Francis Boudreau Audet | Japan               | 135.29 | 6  | 46.87 | 6   | 88.42  | 14         |

### Eistanz
| Rang | Name                                    | Nation              | Punkte | KT | KT    | Kür | Kür    | Teampunkte |
| ---- | --------------------------------------- | ------------------- | ------ | -- | ----- | --- | ------ | ---------- |
| 1    | Kaitlyn Weaver / Andrew Poje            | Kanada              | 182.93 | 1  | 73.14 | 2   | 109.79 | 23         |
| 2    | Gabriella Papadakis / Guillaume Cizeron | Frankreich          | 181.92 | 3  | 70.86 | 1   | 111.06 | 22         |
| 3    | Madison Chock / Evan Bates              | Vereinigte Staaten  | 174.41 | 2  | 72.17 | 3   | 102.24 | 21         |
| 4    | Jelena Iljinych / Ruslan Schiganschin   | Russland            | 158.19 | 4  | 63.09 | 4   | 95.10  | 18         |
| 5    | Wang Shiyue / Liu Xinyu                 | Volksrepublik China | 142.31 | 5  | 55.32 | 5   | 86.99  | 16         |
| 6    | Cathy Reed / Chris Reed                 | Japan               | 123.23 | 6  | 49.99 | 6   | 73.24  | 14         |

## Trivia
Zum ersten Mal in der Geschichte der World Team Trophy stellte das Siegerteam in keinem der vier Wettbewerbsteile den Sieger. Es war ebenfalls das erste Mal, dass die Sieger der Wettbewerbsteile aus vier Nationen stammten.